# Платёжный шлюз
Платежный шлюз — аппаратно-программный комплекс, который позволяет автоматизировать процесс приема платежей в Интернете. Платежный шлюз разрабатывается платежной системой, которая и определяет его спецификацию и отвечает за его поддержку.

## Принцип работы
Обычно платежный шлюз разделен на несколько частей:
- форма оплаты — страница на сайте продавца, которая содержит в себе HTML-форму, которая содержит в себе ряд необходимых параметров (идентификатор продавца, сумма и комментарий платежа). После активации формы покупатель перенаправляется на сам платежный шлюз;
- страница оплаты — страница или набор страниц, на которых покупатель повторно видит данные о покупке, ему предоставляется возможность отказаться от платежа, авторизироваться или выбрать определенные опции. Действия, которые необходимо выполнить для удачного завершения покупки, целиком зависят от платежной системы;
- страницы статуса платежа («Success URL» и «Fail URL») — страницы на сайте продавца, на которые перенаправляется покупатель в случае удачного или неудачного завершения процесса оплаты;
- страница результата платежа («Result URL») — страница на сайте продавца, вызываемая ботом платежного шлюза вне зависимости от действий покупателя (даже если у покупателя прервется соединение после оплаты и он не сможет перейти на страницу статуса платежа, страница результата платежа будет вызвана). Страница результата платежа принимает данные о прошедшей платежной операции и именно на этом этапе должны вносится необходимые изменения, связанные с данным платежом.

## Безопасность
- Поскольку от покупателя обычно требуется ввести личную информацию, вся коммуникация на странице оплаты (то есть покупатель — платежный шлюз) осуществляется по протоколу HTTPS.
- Для подтверждения оригинальности запроса на страницу результата платежа обычно используется подпись запроса — результат функции хеширования, в которую передали параметры запроса с неким «секретным словом», известным только продавцу и платежному шлюзу.
- Для подтверждения оригинальности запроса на страницу результата платежа иногда используется проверка IP запросившего сервера.

## Преимущества
- Платежная система легко может расширить функциональность шлюза без каких-либо действий со стороны продавцов.
- Продавцу нет необходимости тратиться на оборудование, разработку программного обеспечения, беспокоиться о безопасном хранении данных клиентов.
- Покупатель предоставляет личную информацию только платежной системе, а не каждому отдельному продавцу.